# Oxyethira acuta
Oxyethira acuta är en nattsländeart som beskrevs av Kobayashi 1977. Oxyethira acuta ingår i släktet Oxyethira och familjen smånattsländor. Inga underarter finns listade i Catalogue of Life.